# ヨセフ・トショフスキー
ヨゼフ・トショフスキー（Josef Tošovský、1950年9月28日 - ）は、チェコの経済学者。チェコ国立銀行総裁（1993 - 2000）。首相（1997 - 1998）。
プラハ経済大学卒業。チェコスロバキア国立銀行に入行。1989年のビロード革命後、総裁に指名される。1993年の連邦解体後も、後継組織であるチェコ国立銀行の総裁を務め、市場経済への移行、とくに通貨・銀行制度の改革に取り組んだ。
1997年、汚職問題のため崩壊したヴァーツラフ・クラウス政権の後を受け、翌98年の総選挙まで暫定政権の首相を務めた。
2000年11月、国立銀行総裁を退任。また2000年から国際決済銀行の金融システム委員会の委員長でもあった。
| 公職                        | 公職                                    | 公職                  |
| --------------------------- | --------------------------------------- | --------------------- |
| 先代 ヴァーツラフ・クラウス | チェコ共和国首相 第2代：1997年 - 1998年 | 次代 ミロシュ・ゼマン |